# Banesh
Banesh (in persiano بانش‎, romanizzato in Bānesh e noto anche come Bānish) è un villaggio nella circoscrizione di Beyza, shahrestān di Sepidan, provincia di Fars in Iran ed è ubicato a 60 km. a nord di Shiraz.

## Archeologia
Questa zona risulta popolata sin dal VI millennio a.C. Durante il Periodo proto-elamico (tardo IV millennio a.C.), la vicina  Anshan divenne una delle principali città della regione elamica, grazie alla sua posizione su importanti rotte commerciali.

## Periodo Banesh
Gli archeologi lo descrivono come una delle prime fasi culturali in Iran e lo hanno denominato "periodo di Banesh". Data dal 3400-2800 a.C. ed è un modello di insediamento per questo periodo.
Nella prima fase Banesh, intorno al 3300 a.C., emerse la cultura proto-elamica nel bacino del fiume Kur. Durante il III periodo di Susa (c. 3200 a.C.), quando Susa venne ristabilita, la sua ceramica era prevalentemente in stile Banesh, anche se con i caratteristici dispositivi amministrativi proto-elamici.
Banesh è parte dell'area di Marvdasht, che è un insieme di diverse valli e pianure interconnesse. Durante la metà del tardo periodo di Banesh (3100-2800 a,C,), Anshan era una città molto grande ed era contornata da un certo numero di villaggi e accampamenti sussidiari.